# Eurocopter EC130
El Eurocopter EC130 és un helicòpter lleuger monomotor desenvolupat a partir de l'AS350 Écureuil.

## Disseny i desenvolupament
L'EC130 és una variant de fuselatge ample de l'AS350 B3 i volà per primera vegada el 24 de juny del 1999. L'EC130 presenta un rotor de cua tancat en lloc del tradicional rotor de cua emprat en l'AS350. Aquest sistema té l'avantatge de reduir el soroll a l'exterior en un 50% comparat amb el rotor de cua convencional. L'EC130 fou dissenyat en estreta col·laboració amb majoristes de viatges i presenta una espaiosa cabina amb una visió externa excel·lent, capaç d'acomodar set turistes. L'EC130 entrà en servei amb Blue Hawaiian Helicopters el 2001 i actualment és molt comú veure'n a Hawaii i el Gran Canyó.
L'EC130 ràpidament esdevingué popular entre els serveis mèdics aeris a causa de la seva llarga cabina (capaç d'acomodar un o dos ferits), la porta lateral ampla i elements tancats, com el seu rotor de cua, que proporcionen més seguretat tant en vol com a terra. El principal operador de serveis mèdics aeris del món, Air Methods, n'opera sis unitats.